# Ernst Rentsch
Ernst Rentsch (* 1876 in Basel; † 1952) war ein Schweizer Architekt des Neuen Bauens.

## Leben und Werk

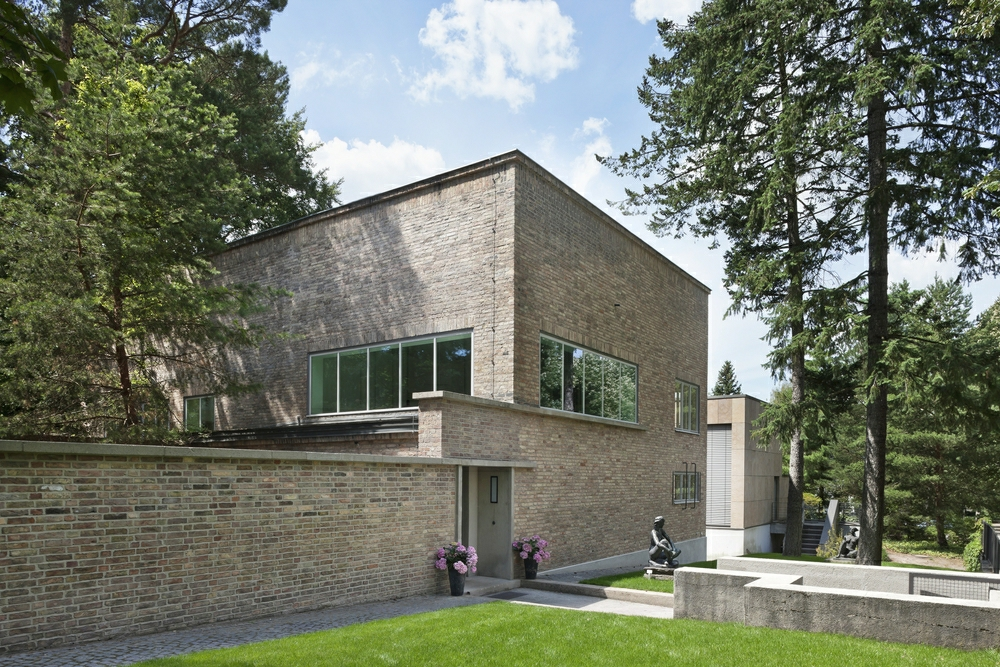
Georg Kolbe Museum (2016)

Rentsch wurde in Basel geboren. Er studierte an der Technischen Hochschule Dresden Architektur und wurde im dortigen Corps Teutonia aktiv. Schon vor dem Ersten Weltkrieg wirkte er vorwiegend in Berlin. Sein bekanntestes Bauwerk ist der Wohn- und Atelierhauskomplex für den Bildhauer Georg Kolbe, das heutige Georg Kolbe Museum in Berlin-Westend. Georg Kolbe fertigte eine Porträtbüste von Rentsch an, die zur heutigen Sammlung des Museums gehört. Das Porträt war 1927 in der Herbstausstellung der Preußischen Akademie der Künste in Berlin zu sehen.
1928 beauftragte Kolbe den Architekten mit der Planung der Häuser für sich und seine Tochter Leonore in Berlin-Westend. 1930 konzipierte Rentsch einen Erweiterungsbau für das Atelierhaus, kehrte jedoch 1932 vor Baubeginn in die Schweiz zurück. Der Architekt Paul Linder führte im selben Jahr nach eigenen Entwürfen einen Anbau aus, der für die Arbeit mit Ton genutzt werden sollte.